# Connaught A
La Connaught A è una monoposto di Formula 1, costruita dalla scuderia britannica Connaught Engineering per partecipare al Campionato mondiale di Formula 1 1952 e utilizzata anche nel 1953 e 1954.

## Storia
Progettata da Rodney Clarke nel 1952, fu utilizzata dalle scuderie Belgian Stable, Ecurie Ecosse e Rob Walker Racing Team. Venne guidata da Stirling Moss, Prince Bira o Johnny Claes. È dotata di un motore a 4 cilindri in linea della Lea Francis.